# FC 폴리테흐니카 티미쇼아라
FC 폴리테흐니카 티미쇼아라는 루마니아의 축구 클럽으로 1921년에 창단되어 2012년까지 리가 I에서 활동했던 구단이었다. 연고지는 루마니아 서부의 티미쇼아라이다. FC 티미쇼아라는 2002년에 AEK 부쿠레슈티가 리가 II의 두 디비전 가운데 하나인 세리아 1 우승을 하여 승격을 확정지은 후, 티미쇼아라로 연고지를 이전하며 탄생하였다. 클럽 역사상 최고 성적은 2008-09시즌과 2010-11시즌의 2위이다. 2011-12시즌 구단이 파산으로 인하여 프로 라이선스를 박탈당하여 리가 II로 강등당하였고 끝내 2012년에 공식적으로 해체되었다.
2012년에 루마니아 축구의 2부 리그에 해당하는 리가 II의 ACS 레카슈가 티미쇼아라로 연고 이전을 하여 팀명을 ACS 폴리 티미쇼아라 로 변경하였다. 하지만 기존의 티미쇼아라 팬들은 이 사실에 대해 반발하여, 티미쇼아라 국립 공과 대학을 중심으로 아마추어 팀 SS 폴리테흐니카 티미쇼아라를 창단하였다.

## 티미쇼아라의 다른 팀들
ACS 레카슈가 티미쇼아라로 연고 이전을 하여 팀명을 ACS 폴리 티미쇼아라로 바꾸었다. 이 팀은 2014-15시즌 리가 II에서 1위를 하였고, 승격 스플릿에서도 1위를 차지하여 2015-16시즌부터는 리가 I에 참가하게 된다. 

SS 폴리테흐니카 티미쇼아라는 창단 첫 시즌인 2012-13시즌 리가 V에서 2위를 차지해서 승격했고, 2013-14시즌 리가 IV에서도 2위를 차지했지만 승격에는 실패했다. 2014-15시즌 마침내 30전 28승 2무의 무패 우승을 기록했다. 하지만 루마니아 리그도 K리그처럼 스플릿 시스템이 존재하기 때문에, 승격이 확정 된 것은 아니다.

## 명칭의 변화
- 2002-2004 : FC 폴리테흐니카 AEK 티미쇼아라 (FC Politehnica AEK Timişoara)
- 2004-2007 : FCU 폴리테흐니카 티미쇼아라 (FCU Politehnica Timişoara)
- 2007-2008 : FC 폴리테흐니카 1921 슈틴차 티미쇼아라 (FC Politehnica 1921 Ştiinţa Timişoara)
- 2008-2012 : FC 티미쇼아라 (FC Timişoara)

## 역대 감독
| 감독                  | 임기        |
| --------------------- | ----------- |
| 코스티커 슈테퍼네스쿠 | 1993 ~ 1994 |
| 코스민 올러로이우     | 2005        |
| 코스민 콘트라         | 2010        |

## 역대 우승 기록
- 루마니아 컵 준우승

우승 (1): 2006-07

## 유럽 대회 결과
| 시즌    | 대회   | 라운드 | 클럽     | 1차전 | 2차전 |
| ------- | ------ | ------ | -------- | ----- | ----- |
| 2008-09 | UEFA컵 | 1회전  | 파르티잔 | 1-2   | 0-1   |

- 굵은 글씨가 홈경기